# Бібі (співачка)
Кім Хьон Со (кор. 김형서, 金亨瑞, Gim Hyeong-seo, нар. 27 вересня 1998), професійно відома як Бібі (кор. 비비; стилізовано під BIBI), — південнокорейська співачка, реперка та актриса. У 2018 році вона з'явилася на The Fan і посіла друге місце в шоу. У 2022 році вона випустила свій перший студійний альбом Lowlife Princess: Noir. Як актриса, Бібі добре відома своїми головними ролями у фільмі «Безнадія» (2023) і телесеріалах, таких як «Найгірше зло» (2023).

## Раннє життя
Кім Хьон Со народилася в Ульсані, а підліткові роки провела в Чанвоні. Їй було ніяково спілкуватися з людьми, тому з 15 років, вона почала писати тексти про те, що не могла розповісти іншим особисто.
У Бібі є молодша сестра Кім На Кьон, яка дебютувала в дівчачому гурті TripleS 28 жовтня 2022 року.

## Кар'єра
У 2017 році Бібі підписала контракт з Feel Ghood Music після того, як Юн Мі Ре натрапила на пісні співачки на SoundCloud. У 2018 році Бібі з'явилася як учасниця конкурсного шоу SBS «The Fan», де зрештою, посіла друге місце. 15 травня 2019 року вона офіційно дебютувала з синглом «Binu».
У квітні 2021 року Бібі випустила свій другий мініальбом  Life is a Bi..., а в жовтні того ж року, вона випустила спільний сингл «The Weekend» за підтримки 88rising. Пізніше сингл піднявся до 29 місця в чарті «Mediabase Top 40», зробивши Бібі першою корейською солісткою, яка досягла такого результату. У грудні вона підписала важливий для її кар'єри контракт з 88rising. 18 листопада 2022 року вона випустила свій перший студійний альбом Lowlife Princess: Noir, який отримав хороші відгуки від критиків.
У 2024 році. Бібі випустила сингл під назвою «Bam Yang Gang», який став номером один в Circle Digital Chart.

### Акторство
У 2023 році Бібі з'явилася у фільмі «Безнадія», і згодом, була номінована як найкраща нова актриса на кінопремії Blue Dragon Film Awards.

## Творчість

### Творчий псевдонім
BIBI також була відома як «Nakedbibi» на SoundCloud. Значення прізвиська походить від того, що слово «дитина» (англ. baby) звучить як «бібі» при швидкій вимові.
Окрім цього, сенс прізвиська полягає в тому, що новонароджені діти (baby) не носять одягу (naked) та мають природний вигляд, на який нічого не впливає. Сценічне ім'я BIBI — бажання співачки бути чесною і відкритою.

### Музичний стиль
Бібі займається вільною та нестандартною музикою. Її музика включає різні жанри, такі як R&B, соул, хіп-хоп і балади . Вона отримує натхнення зі свого досвіду та почуттів, фокусується на болі та печалі світу, в якому живе, і відображає це у своїй музиці.
На музичний стиль Бібі вплинула Нікі Мінаж, через її «схильність до поп-музики та здібності репера».

### Зовнішній вигляд
Сценічний образ Bibi характеризується двома червоними крапками під очима. Крапки — це її стиль макіяжу, який був натхненний розеолою її дідуся.
Цей елемент також є даниною поваги дідусеві, який був для неї прикладом для наслідування.

## Філантропія
Разом з Тайгером Джей Кей та Юн Мі Ре, Бібі пожертвувала 40 мільйонів вон на допомогу жертвам землетрусу в Туреччині та Сирії 2023 року.

## Дискографія

### Студійні альбоми
| Назва                  | Деталі альбому | Пікові позиції у чартах | Продажі                  |
| Назва                  | Деталі альбому | KOR                     | Продажі                  |
| ---------------------- | --- | ----------------------- | ------------------------ |
| Lowlife Princess: Noir | - Реліз: 18 листопада 2022 - Лейбл: Feel Ghood Music, Kakao Entertainment, 88rising - Формат: CD, цифрове завантаження, стриминг | 7                       | - Південна Корея: 18,914 |

### Мініальбоми
| Назва                                                                            | Деталі альбому | Пікові позиції у чартах | Продажі                 |
| Назва                                                                            | Деталі альбому | KOR                     | Продажі                 |
| -------------------------------------------------------------------------------- | --- | ----------------------- | ----------------------- |
| The Manual for People Who Want to Love (사랑하는 사람들을 위한 지침서)           | - Реліз: 12 червня 2019 - Лейбл: Feel Ghood Music, The Five Cultural Industrial Company, Kakao M - Формат: цифрове завантаження Трек-лист 1. «Nabi» (나비) 2. «Give More Care Less» 3. «Pretty Ting» (feat. Kim Seung-min) 4. «Fedexx Girl» (feat. Changmo) | —                       | Н/Д                     |
| Life is a Bi... (인생은 나쁜X)                                                   | - Реліз: 28 квітня 2021 - Лейбл: Feel Ghood Music, The Five Cultural Industrial Company, Kakao Entertainment - Формат: CD, цифрове завантаження, стриминг                                                                                                   | 31                      | - Південна Корея: 4,257 |
| «—» релізи, що не потрапили у чарти або не були випущені у відповідних регіонах. | |                         |                         |

### Сингли

#### Як головна виконавиця
| Назва                                                                            | Рік  | Пікові позиції у чартах | Пікові позиції у чартах | Альбом                                 |
| Назва                                                                            | Рік  | KOR                     | WW                      | Альбом                                 |
| -------------------------------------------------------------------------------- | ---- | ----------------------- | ----------------------- | -------------------------------------- |
| «Rebirth» (환생)                                                                 | 2018 | —                       | —                       | The Fan 1 Round Part 1                 |
| «Letter» (편지)                                                                  | 2019 | —                       | —                       | The Fan 3 Round Part 2                 |
| «Fly With Me»                                                                    | 2019 | —                       | —                       | The Fan 4 Round Part 2                 |
| «Three W's and One H» (언제 어디서 무엇을 어떻게)                                | 2019 | —                       | —                       | The Fan Top 3                          |
| «Hangang» (한강)                                                                 | 2019 | —                       | —                       | The Fan Top 2                          |
| «Binu» (비누)                                                                    | 2019 | —                       | —                       | Сингл без альбому                      |
| «Nabi» (나비)                                                                    | 2019 | —                       | —                       | The Manual for People Who Want to Love |
| «Step?» (자국)                                                                   | 2019 | —                       | —                       | Сингл без альбому                      |
| «Restless» (신경쓰여)                                                            | 2020 | —                       | —                       | Listen 035                             |
| «I'm Good at Goodbyes» (안녕히)                                                  | 2020 | —                       | —                       | Сингли поза альбомом                   |
| «Kazino» (사장님 도박은 재미로 하셔야 합니다)                                    | 2020 | —                       | —                       | Сингли поза альбомом                   |
| «She Got It» (쉬가릿)                                                            | 2020 | —                       | —                       | Dingo X Bibi                           |
| «Eat My Love» (사랑의 묘약)                                                      | 2021 | 175                     | —                       | Сингл без альбому                      |
| «Bad Sad and Mad»                                                                | 2021 | —                       | —                       | Life Is a Bi…                          |
| «Life Is a Bi…» (인생은 나쁜X)                                                   | 2021 | —                       | —                       | Life Is a Bi…                          |
| «Why Y» (feat. Tiger JK)                                                         | 2021 | —                       | —                       | Сингли поза альбомом                   |
| «Pado»                                                                           | 2021 | —                       | —                       | Сингли поза альбомом                   |
| «The Weekend»                                                                    | 2021 | —                       | —                       | Сингли поза альбомом                   |
| «Animal Farm» (가면무도회)                                                       | 2022 | 199                     | —                       | Lowlife Princess: Noir                 |
| «Sweet Sorrow of Mother» (불륜)                                                  | 2022 | 151                     | —                       | Lowlife Princess: Noir                 |
| «Blade» (철학보다 무서운건 비비의 총알)                                          | 2022 | —                       | —                       | Lowlife Princess: Noir                 |
| «Bibi Vengeance» (나쁜X)                                                         | 2022 | 130                     | —                       | Lowlife Princess: Noir                 |
| «Jotto» (조또)                                                                   | 2022 | —                       | —                       | Lowlife Princess: Noir                 |
| «I Am» (안녕하세오 샴푸애요)                                                     | 2023 | —                       | —                       | Сингли поза альбомом                   |
| «Hongdae R&B» (홍대 R&B)                                                         | 2023 | —                       | —                       | Сингли поза альбомом                   |
| «Bam Yang Gang» (밤양갱)                                                         | 2024 | 1                       | 79                      | Сингли поза альбомом                   |
| «Sugar Rush»                                                                     | 2024 | —                       | —                       | Сингли поза альбомом                   |
| «—» релізи, що не потрапили у чарти або не були випущені у відповідних регіонах. |      |                         |                         |                                        |

#### Як запрошена виконавиця
| Назва                                                                            | Рік  | Пікові позиції у чартах | Альбом               |
| Назва                                                                            | Рік  | KOR                     | Альбом               |
| -------------------------------------------------------------------------------- | ---- | ----------------------- | -------------------- |
| «Payback» (Black Nine feat. Bibi)                                                | 2017 | —                       | American Assassin    |
| «Ghood Family» (Tiger JK, Yoon Mi-rae feat. Bizzy, Black Nine, Bibi, Mrshll)     | 2017 | —                       | Сингли поза альбомом |
| «Ooh Ah» (우아) (Bizzy feat. Bibi)                                               | 2018 | —                       | Сингли поза альбомом |
| «Eleven» (twlv feat. Bibi)                                                       | 2019 | —                       | Blueline             |
| «Hammock» (해먹) (Crucial Star feat. Bibi)                                       | 2019 | —                       | Сингли поза альбомом |
| «Fever» (Пак Чінйон feat. Superbee, Bibi)                                        | 2019 | 30                      | Сингли поза альбомом |
| «Te Quiero» (twlv feat. Bibi)                                                    | 2020 | —                       | K.I.S.S              |
| «Love & Hate» (웬수) (Zico feat. Bibi)                                           | 2020 | 151                     | Random Box           |
| «Everything» (Way Ched feat. Changmo, Coogie, Ash Island, Bibi)                  | 2020 | —                       | Сингл без альбому    |
| «Mukkbang! Remix» (Lil Cherry, GOLDBUUDA feat. Jay Park, Bibi, Dumbfoundead)     | 2020 | —                       | Chef Talk            |
| «Canoe» (카누) (QM feat. BIBI)                                                   | 2020 | —                       | Money Breath         |
| «Hanryang» (한량) (Prod. DinDin) (Kim Hee-chul, Min Kyung-hoon feat. Bibi)       | 2020 | 190                     | Сингл без альбому    |
| «Meu Tempo» (Heo Won-hyuk feat. Bibi, Simon Dominic)                             | 2021 | —                       | High School Rapper 4 |
| «Is This Bad B****** Number?» (Jeon So-yeon feat. Bibi, Lee Young-ji)            | 2021 | —                       | Windy                |
| «Second» (Hyo feat. Bibi)                                                        | 2021 | 176                     | Deep                 |
| «Galipette» (Lolo Zouaï feat. Bibi)                                              | 2021 | —                       | Сингли поза альбомом |
| «Picky Baby» (Owell Mood feat. Bibi)                                             | 2021 | —                       | Сингли поза альбомом |
| «Smiley» (Yena feat. Bibi)                                                       | 2022 | 8                       | Smiley               |
| «Crazy Like You» (Chungha feat. Bibi)                                            | 2022 | —                       | Bare & Rare          |
| «Eve, Psyche & the Bluebeard's Wife» (Le Sserafim feat. Bibi, Camo, Mirani)      | 2023 | —                       | Сингл без альбому    |
| «—» релізи, що не потрапили у чарти або не були випущені у відповідних регіонах. |      |                         |                      |

#### Колаборації
| Назва                                                                            | Рік  | Пікові позиції у чартах | Пікові позиції у чартах | Альбом                            |
| Назва                                                                            | Рік  | KOR                     | US Pop                  | Альбом                            |
| -------------------------------------------------------------------------------- | ---- | ----------------------- | ----------------------- | --------------------------------- |
| «Cute Lil Thug» (니 마음을 훔치는 도둑) (with Yoon Mi-rae)                       | 2019 | —                       | —                       | The Fan Top 3                     |
| «This Is Pengsoo» (펭수로 하겠습니다) (with Pengsoo, Tiger JK, Bizzy)            | 2020 | 54                      | —                       | Billboard Project Vol. 1          |
| «Automatic» (with Chancellor, Babylon, twlv, MOON, Jiselle)                      | 2020 | —                       | —                       | Сингл без альбому                 |
| «She Said» (with Crush)                                                          | 2020 | 108                     | —                       | with HER                          |
| «Automatic Remix»                                                                | 2020 | —                       | —                       | Сингли поза альбомом              |
| «Code Clear» (격리해제)                                                          | 2021 | —                       | —                       | Сингли поза альбомом              |
| «The Weekend (Remix)» (with 347aidan)                                            | 2021 | —                       | 33                      | Сингли поза альбомом              |
| «Best Lover» (with 88rising)                                                     | 2022 | —                       | —                       | Сингли поза альбомом              |
| «Law» (Prod. Czaer) (with Yoon Mi-rae)                                           | 2022 | 14                      | —                       | Street Man Fighter Original Vol.3 |
| «Amigos» (with Becky G)                                                          | 2023 | —                       | —                       | Сингли поза альбомом              |
| «Feeling Lucky» (with Jackson Wang)                                              | 2024 | —                       | 39                      | Сингли поза альбомом              |
| «—» релізи, що не потрапили у чарти або не були випущені у відповідних регіонах. |      |                         |                         |                                   |

#### Саундтреки
| Назва                                                                            | Рік  | Пікові позиції у чартах | Пікові позиції у чартах | Альбом                                        |
| Назва                                                                            | Рік  | KOR                     | KOR Hot                 | Альбом                                        |
| -------------------------------------------------------------------------------- | ---- | ----------------------- | ----------------------- | --------------------------------------------- |
| «Tonight» (오늘 밤은 말야) (with Jinho of Pentagon)                              | 2020 | —                       | —                       | Big Picture House OST Part 3                  |
| «Naan» (난)                                                                      | 2020 | —                       | —                       | Live On OST Part 2                            |
| «Timeless»                                                                       | 2021 | —                       | —                       | Beyond Evil OST Part 2                        |
| «Stay with Me» (내 곁에 있어줘요)                                                | 2021 | —                       | —                       | Oh My Ladylord OST Part 5                     |
| «Never Gonna Come Down» (with Mark Tuan)                                         | 2021 | —                       | —                       | Shang-Chi and the Legend of the Ten Rings OST |
| «Maybe If» (우리가 헤어져야 했던 이유)                                           | 2021 | 21                      | —                       | Our Beloved Summer OST Part 2                 |
| «Very, Slowly» (아주, 천천히)                                                    | 2022 | 48                      | 89                      | Twenty-Five Twenty-One OST Part 3             |
| «—» релізи, що не потрапили у чарти або не були випущені у відповідних регіонах. |      |                         |                         |                                               |

## Фільмографія

### Фільм
| Рік  | Назва                       | Роль           | Примітки                   | Прим.  |
| ---- | --------------------------- | -------------- | -------------------------- | ------ |
| 2021 | Шепітні коридори 6: гудіння | Чже Йон        |                            | [ 36 ] |
| 2023 | Фантом                      | Новий секретар | Особливий зовнішній вигляд | [ 37 ] |
| 2023 | Безнадія                    | Ха-ян          |                            | [ 38 ] |

### Серіали
| Рік  | Назва           | Роль       | Прим.  |
| ---- | --------------- | ---------- | ------ |
| 2023 | Найгірше зі зла | Лі Хе Рьон | [ 39 ] |

### Телевізійні шоу
| рік            | Назва   | Роль     | Примітки | Прим.  |
| -------------- | ------- | -------- | -------- | ------ |
| 2018–2019 роки | The Fan | Учасниця | Топ 2    | [ 40 ] |

## Концерти

### Особисті
- Can You Come? (2022)[41]

### Як гостя
- Head in the Clouds Festival (Los Angeles, 2021)
- Head in the Clouds Festival (Jakarta, 2022)

## Нагороди та номінації
| Нагорода                      | Рік  | Категорія                     | Номінант / Робота               | Результат | Прим.  |
| ----------------------------- | ---- | ----------------------------- | ------------------------------- | --------- | ------ |
| Aurora Awards                 | 2022 | Music                         | Bibi                            | Перемога  | [ 42 ] |
| Baeksang Arts Awards          | 2024 | Best New Actress — Film       | Hopeless                        | Перемога  | [ 43 ] |
| Baeksang Arts Awards          | 2024 | Best New Actress — Television | The Worst of Evil               | Номінація | [ 44 ] |
| Baeksang Arts Awards          | 2024 | Most Popular Actress          | Bibi                            | Номінація | [ 45 ] |
| Blue Dragon Film Awards       | 2023 | Best New Actress              | Hopeless                        | Номінація | [ 46 ] |
| Blue Dragon Series Awards     | 2022 | Best New Female Entertainer   | Girls High School Mystery Class | Номінація | [ 47 ] |
| Brand Customer Loyalty Awards | 2021 | R&B Soul Artist               | Bibi                            | Перемога  | [ 48 ] |
| Brand Customer Loyalty Awards | 2021 | Hot Icon Award                | Bibi                            | Номінація | [ 48 ] |
| Korean Hip-hop Awards         | 2021 | New Artist of the Year        | Bibi                            | Номінація | [ 49 ] |
| Korean Hip-hop Awards         | 2021 | R&B Track of the Year         | «Kazino»                        | Номінація | [ 49 ] |
| Korean Hip-hop Awards         | 2021 | R&B Track of the Year         | «Automatic Remix»               | Номінація | [ 49 ] |
| Korean Hip-hop Awards         | 2021 | Collaboration of the Year     | «Automatic Remix»               | Номінація | [ 49 ] |
| Korean Hip-hop Awards         | 2023 | R&B Album of the Year         | Lowlife Princess: Noir          | Номінація | [ 50 ] |
| Korean Music Awards           | 2023 | Best R&B & Soul Song          | «Jotto»                         | Перемога  | [ 51 ] |
| Seoul Music Awards            | 2023 | OST Award                     | «Very, Slowly»                  | Номінація | [ 52 ] |